# Fernão (kommun)
Fernão är en kommun i Brasilien.   Den ligger i delstaten São Paulo, i den södra delen av landet, 800 km söder om huvudstaden Brasília. Antalet invånare är 1 563.
Följande samhällen finns i Fernão:
- Fernão

Omgivningarna runt Fernão är huvudsakligen savann. Runt Fernão är det glesbefolkat, med 10 invånare per kvadratkilometer.